# Mighty Final Fight
Mighty Final Fight (яп. マイティファイナルファイト МАИТИФАИНАРУФАИТО) — игра в жанре beat 'em up от компании Capcom. Основана на игре Final Fight (год выпуска: 1989) от этой же компании для игровых автоматов, но по сути является пародией на оригинальную версию, а не её портом. Антураж, взятый из оригинала, существенно перерисован, а некоторые локации нарисованы специально для NES-версии. Комизм игры заключается в применении стиля деформирования изображения тел героев и их противников: головы героев значительно увеличены в размере, тела нарисованы в «детской» манере, что схоже со стилем тиби японской анимации. Все 3 героя, как и их противники из оригинальной игры, присутствуют в ремейке. Сюжет игры с небольшими отличиями также взят из оригинала.

## Сюжет
Действие происходит в вымышленном городе Metro City (Метро Сити), который много лет имеет репутацию криминальной столицы. Джессика, дочь мэра города Майка Хаггара, похищена бандой «Mad Gear» («Безумный Механизм»). Хаггар — бывший профессиональный реслер, — решает вызволить дочь из плена своими силами. Помочь Хаггару вызвались Коди Трэверс — парень Джессики, и Гай — друг Хаггара. В оригинальной версии «Mad Gear» похищает Джессику для манипулирования новым мэром, однако в версии для NES главарь банды — киборг Белгер — воспылал к ней любовью и хочет жениться, что соответствует пародийному духу игры.

## Игровой процесс

Скриншот из игры

Игра выполнена в лучших традициях жанра. У врагов есть линейки здоровья, по которым можно отслеживать их состояние. Основным нововведением является то, что бойцы набирают опыт и получают новые уровни. «Вырубание» противников определённым ударом/броском приносит разное количество очков. Так, если вы «вырубаете» врага последним ударом серии — вы получаете 4 очка; броском — тоже 4 очка; серией ударов (должна быть доведена до конца) с захватом противника (коленом для Коди и Гая и головой — для Хаггара) — 6 очков; простым ударом — 2 очка; суперударом (при использовании отнимается некоторое количество жизней нашего персонажа) — 2 очка; ударом коленями в прыжке(только Коди и Гай, у Хаггара данный приём отсутствует) - 3 очка; ударом ногой в прыжке - 1 очко; сбрасыванием в ров/шахту лифта — 1 очко. У Хаггара есть специальный приём — прыжок с захватом противника и последующем опусканием его головой об землю (в рестлинге такой приём называется «свая») — за него Хаггар получает 8 очков. Этот приём отнимает много жизней, что особенно актуально при битвах с «боссами» уровней, а также позволяет Хаггару быстрее других персонажей набирать опыт (этому также способствуют 2 бонусных уровня опыта в начале игры Хаггаром). При получении определённого количества очков опыта герой получает новый уровень, а счётчик обнуляется. С повышением уровня увеличивается максимальное количество жизни и наносимый урон.
Помимо всех перечисленных приёмов у каждого из персонажей есть своя специальная атака. У Коди — «Tornado Sweep» (энергетическая волна), у Гая — «Tornado Kick» (удар ногой с разворота), у Хаггара — «Scramble Haggar Press» (быстрый наскок на противника).
Герои довольно существенно различаются по стилю, а также по скорости передвижения.